# 다몬산성

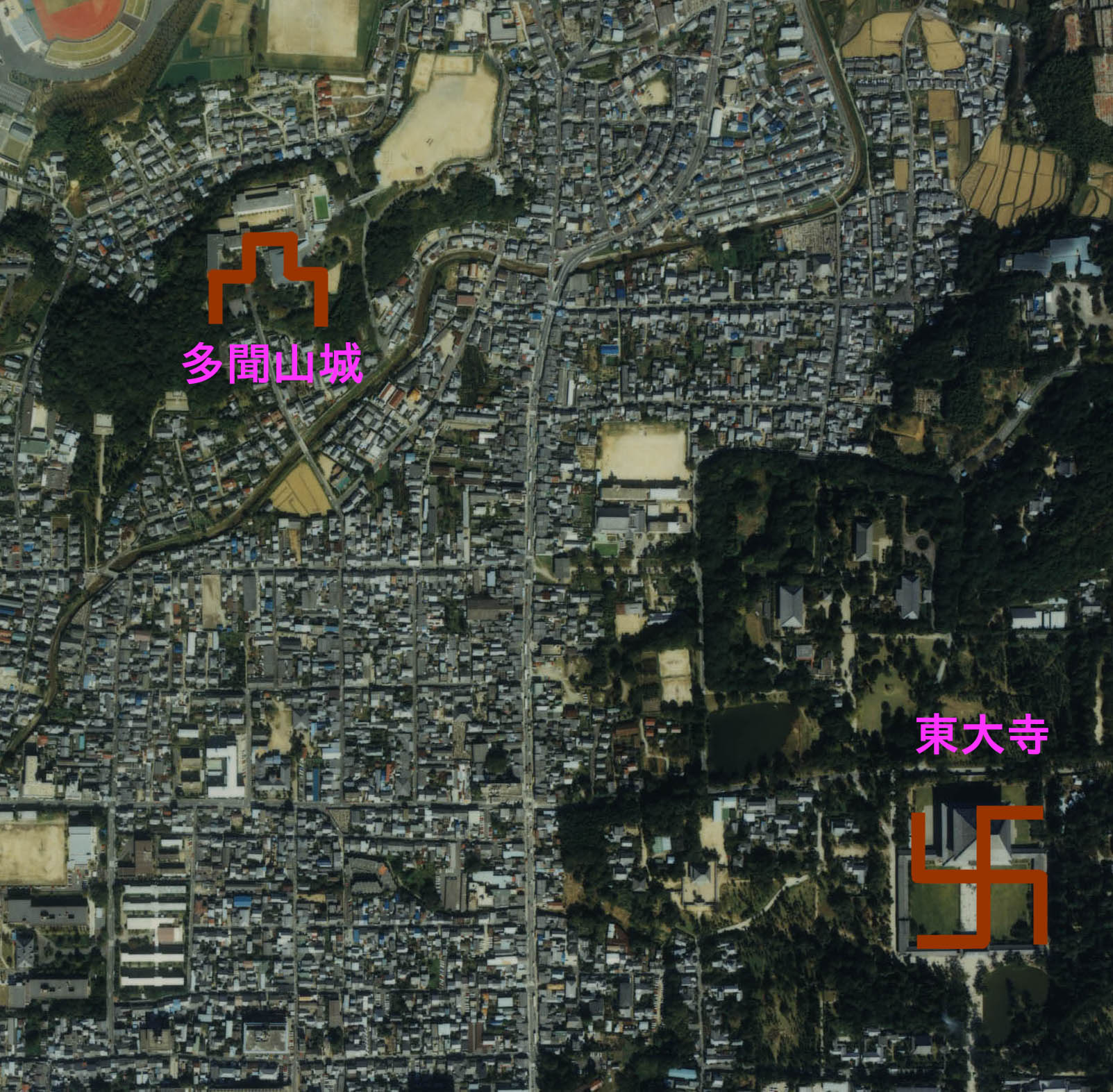
다몬 산성의 항공사진, 1985년 촬영
〈일본국토교통성〉

다몬산성(일본어: 多聞山城 다몬야마조[*])은 일본 나라현 나라시 호렌 정에 있던 평산성이다. 다몬성(多聞城)이라고도 한다.

## 개요

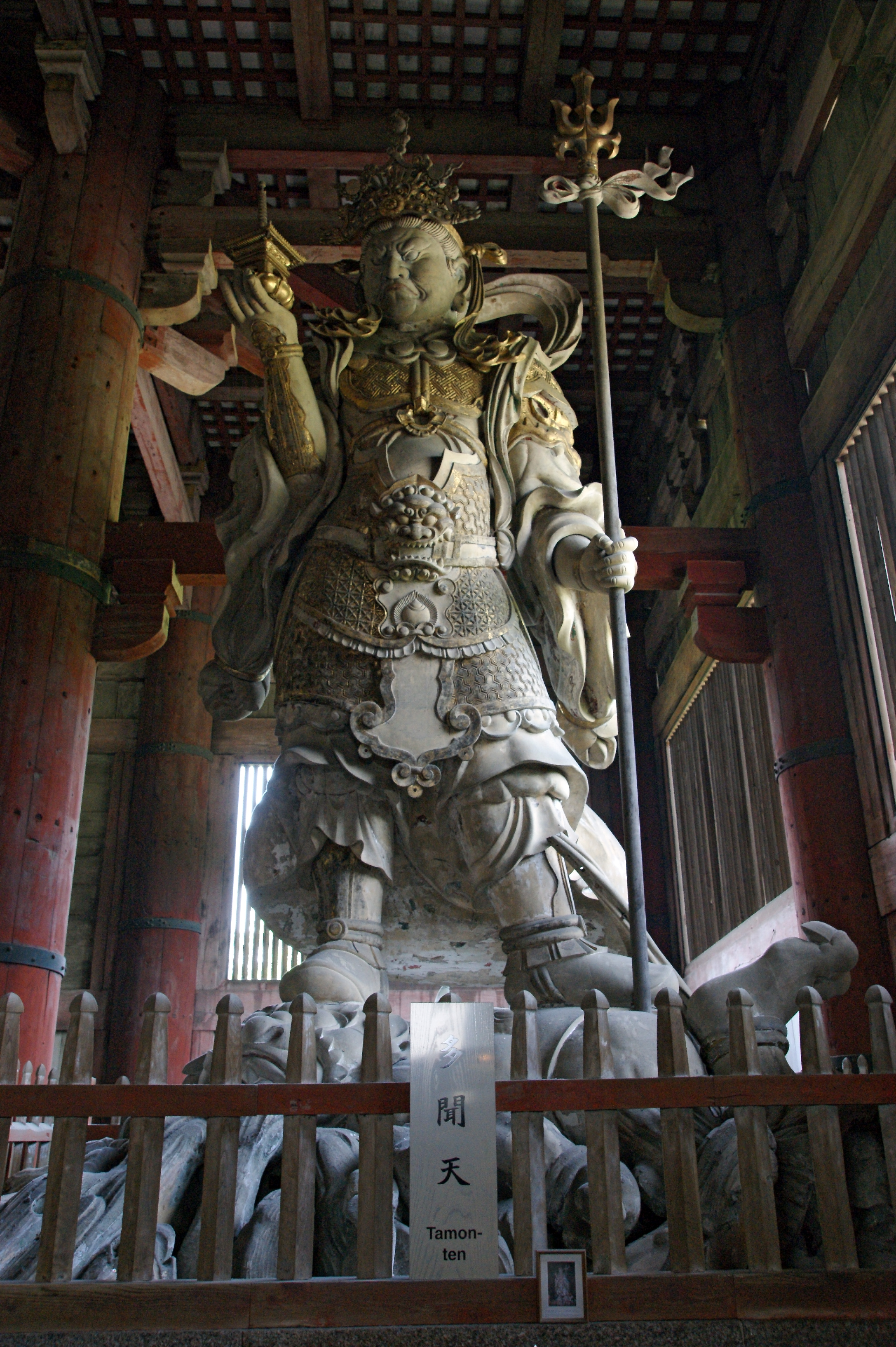
도다이지의 다문천왕

마쓰나가 히사히데가 미켄지 산에 축성했다. 산의 높이 115m 비고 30m의 나지막한 산이다. 성에서 사천왕중 하나인 다문천왕의 제를 지냈기 때문에 미켄지 산은 다몬 산이라고 불렸다. 현재에도 성터가 있는 산을 다몬 산이라고 부르고 있다. 성의 동쪽에는 나라의 입구라는 나라사카가 있고, 남동쪽에는 도다이지(東大寺), 남쪽에는 고후쿠지(興福寺)가 있으며, 이를 두루 볼 수 있는 곳에 성이 위치하고 있어 야마토 국의 지배 거점이 되었다.
성안에는 어전 등 건물이 들어졌지만, 그 중에서도 4층 천수 혹은 4층 망루가 지어져 근세성곽에 있어서의 천수의 모습이 나타나기 시작했다고 말할 수 있다. 그 모습은 선교사 루이스 프로이스에 의해 유럽에도 전해졌다. 에도 시대에 기록된《화훈간》에서는 천수의 시작은 아즈치성이라고 기록하고 있지만, 일설에서는 다문 산성의 것을 거론하기도 한다. 벽은 흰색이며, 지붕은 기와로 되어 있으며, 석벽도 사용된 것으로 추측된다. 석벽위에는 건물이 길게 늘어선 나가야 형태의 망루를 세웠고, 이것이 다몬 망루의 시초였다. 이후, 전국의 성에서 이 다몬 망루를 채택해 짓기 시작했다. 이와 같이 선도적 역할을 한 다몬 산성인 까닭에 중세 성곽의 형태를 벗어나 근세 성곽으로의 이행 과정의 과도기적 성으로 볼 수 있으며 성곽발달사에 있어서도 중요한 성이다.
안타깝게도 다몬 산성은 1576년 야마토 국 슈고로 부임한 쓰쓰이 준케이가 오다 노부나가의 명을 받아 성을 파각하였고, 성의 부재는 쓰쓰이 성을 축조하는 데 사용되었으며, 그 중 몇몇은 고리야마 산성에 사용되었다.
현재 성터에는 나라 시립 와카쿠사 중학교가 지어져있다. 주변에는 다몬 산성의 석벽으로 추정되는 돌로 만들어진 석불이 몇 기 남아있다.

## 역사

### 센고쿠 시대

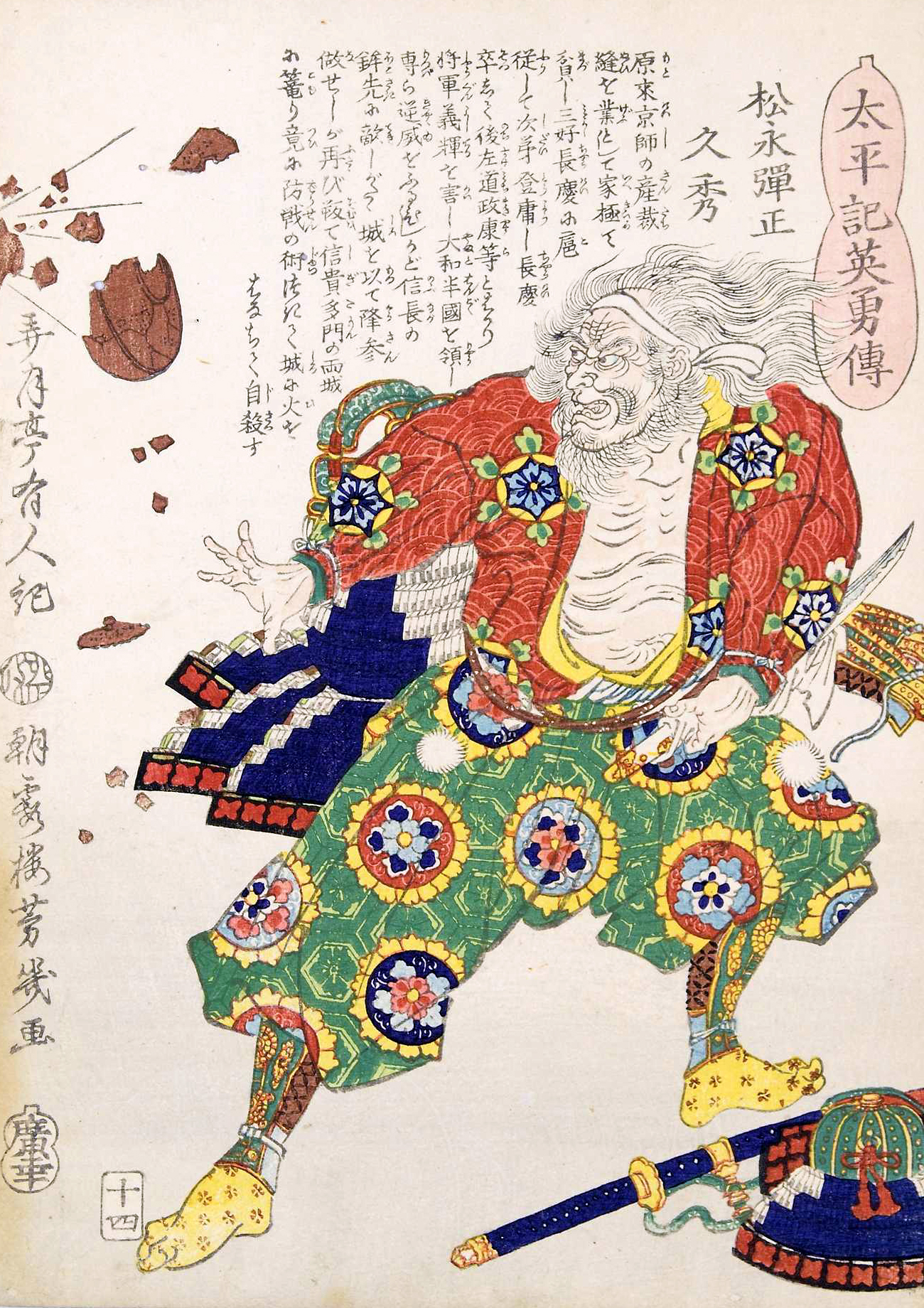
마쓰나가 히사히데

센고쿠 시대에 마쓰나가 히사히데는 미요시 나가요시의 가신으로 나가요시가 기나이의 대세력으로 성장했을 때 야마토 국을 다스렸다.
1559년 음력 8월 당시 실질적 야마토 국의 지배자였던 쓰쓰이 준케이를 포함 야마토의 호족들을 내쫓고 시기 산성에 입성하여 성을 대폭 수리하였다. 이후 마쓰나가 히사히데는 야마토 국의 실력자로 부상하였다.
1560년 다몬 산성이 축성되었다는 설이 유력하지만, 불분명하다. 다몬 산성이 축성되기 전에는 묘지였음이 발굴조사에서 확인되었다. 다몬 산성을 축성하는 도중인 1561년 성은 사용되기 시작했을 것으로 사료된다. 다몬 산성의 역할은 시기 산성과 양분되어 야마토 국의 정청 및 교토로의 출병시 요새로써 사용되었다.
1564년 음력 7월 이모리 산성에서 미요시 나가요시가 병사하자, 미요시 가문내에서 마쓰나가 히사히데의 권력이 강화되었고, 1565년 음력 8월 에이로쿠의 변에서 미요시 3인방과 함께 제13대 쇼군 아시카가 요시테루를 암살하였다. 그러나 동년 음력 11월 미요시 3인방과의 사이가 벌어졌고, 미요시 3인방은 쓰쓰이 준케이와 연합해 히사히데를 공격하였다. 1566년 음력 6월 쓰쓰이 성을 탈환하여 야마토 국에서 마쓰나가 히사히데를 내몰았다. 1567년 음력 4월에는 난토를 대부분 제압하여 히사히데를 궁지에 몰았다. 하지만, 동년 음력 10월 10일 마쓰나가 히사히데는 도다이지로 진격해 온 쓰쓰이 준케이, 미요시 3인방의 연합군을 기습해 승리했다. 그 후에도 전투는 계속되었고, 1568년 음력 6월 시기 산성 전투에서 시기 산성이 함락되어 재차 위기에 바지게 된다.
그러던 중 간논지 성 전투에서 승리한 오다 노부나가가 아시카가 요시아키를 쇼군에 봉하기 위해 음력 9월 상경하였고, 궁지에 몰린 마쓰나가 히사히데는 아쿠타가와 산성에서 오다 노부나가를 만나 도움을 청하였다. 이로써 얻은 원군 2만으로 시기 산성을 공략하여 4개월 만에 성을 재탈환하였고, 마쓰나가 히사히데는 쓰쓰이, 미요시 연합군을 야마토에서 몰아내기 시작했다. 1571년 음력 8월 다쓰이치 성 전투에서 쓰쓰이 군이 승리하자, 오다 노부나가는 쓰쓰이 준케이를 무시할 수 없음을 깨닫고 아케치 미쓰히데를 파견해 쓰쓰이 준케이를 복속시켰다. 쓰쓰이 준케이와 마쓰나가 히사히데는 오다 가문내에서 동격인 지위에 올랐고, 점차 히사히데의 세력은 쇠퇴해 갔다.

### 아즈치모모야마 시대~에도 시대
아즈치모모야마 시대에서는, 1572년 다케다 신겐이 상경군을 이끌고 출진하자, 마쓰나가 히사히데는 미요시 요시쓰구와 함께 오다 노부나가에게 반기를 들지만, 1573년 음력 4월 신겐이 병사하고, 동년 음력 11월 와카에 성 전투에서 미요시 요시쓰구도 죽자, 승산이 없음을 깨닫고 오다 노부나가에게 항복하였다. 그 후, 다몬 산성은 오다 노부나가에게 넘어가, 아케치 미쓰히데, 시바타 가쓰이에가 성주로 부임하였다. 1574년 음력 11월 오다 노부나가는 도다이지의 쇼소인에서 명향《란사대》를 잘라 오는 길에 다몬 산성을 들렀고, 이때 노부나가는 다몬 산성의 4층 천수를 눈에 두었다. 이 다몬 산성의 천수는 노부나가가 아즈치성을 축조할 때의 그 모델이 되었을 것으로 추측된다. 1575년 야모토 국의 슈고로 반 나오마사가 부임해 다몬 산성의 성주가 되었지만, 1576년 음력 5월 3일 이시야마 전투에서 전사하였다. 그 후 야마토 국의 슈고에 임명된 것은 마쓰나가 히사히데의 앙숙 쓰쓰이 준케이였고, 쓰쓰이 준케이는 다몬 산성에 입성하지 않고 동년 음력 7월 무라이 사다카쓰를 감독으로 해 성을 해체하기 시작했다. 1577년 음력 6월경 4층의 천수도 해체되었고, 이는 중세 성곽과 근세 성곽의 지표인 다몬 산성이 16년만 존재한 채 사라지는 순간이었다. 동년 8월 마쓰나가 히사히데는 재차 오다 노부나가에 반기를 들었고, 시기 산성 전투에서 최후를 맞이하였다. 이 무렵 다몬 산성의 해체는 거의 완료되었고, 성의 부재는 쓰쓰이 성과 고리야마 성의 부재로 활용되었다.

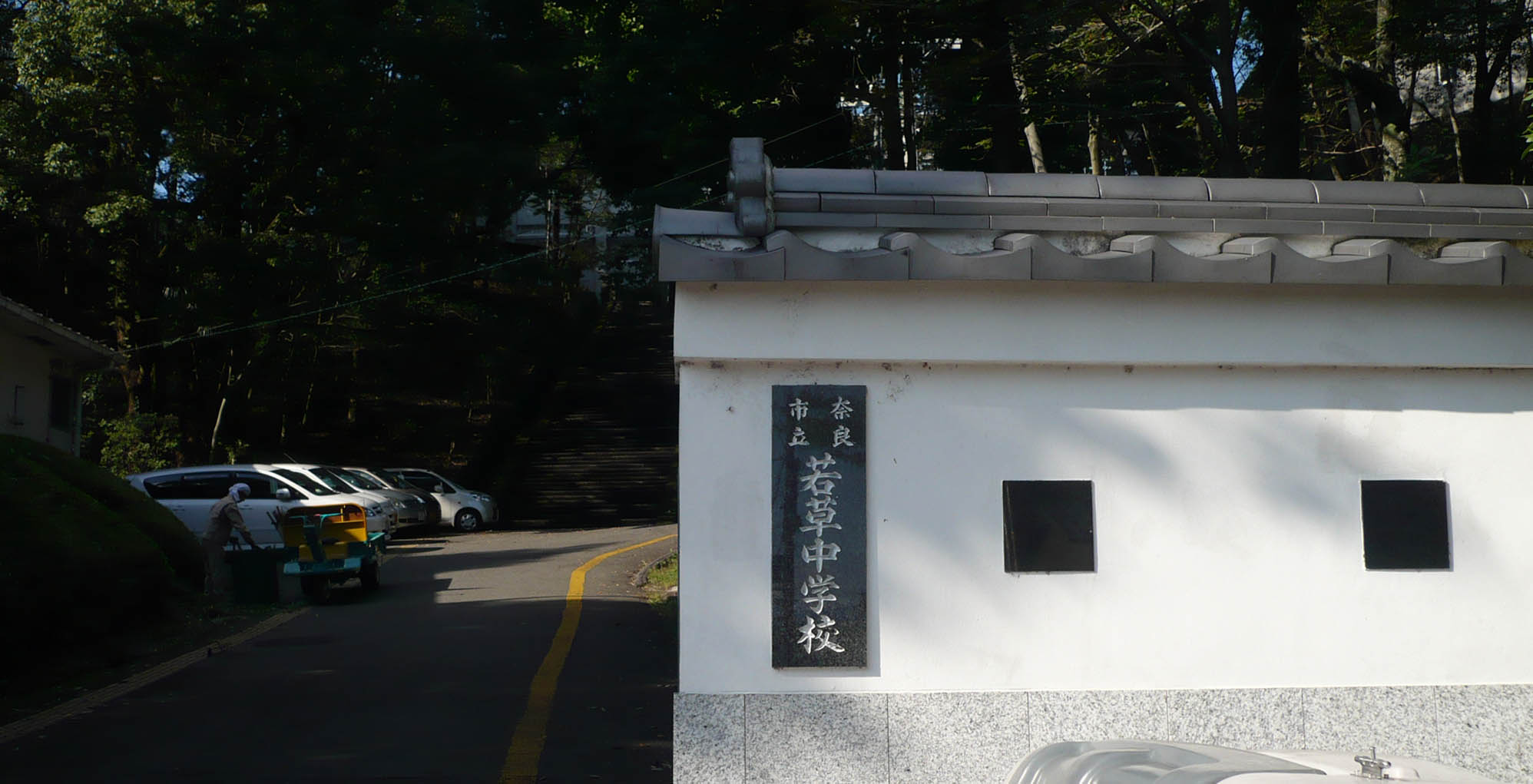
와카쿠사 중학교의 정문

에도 시대에는 다몬 산성터에 관청건물이 들어섰고, 에도 시대 말기에는 연병장으로 활용되었다.

### 현재
1948년(쇼와 23년) 성터에 와카쿠사 중학교가 건립되었고, 1978년(쇼와 53년) 교사 신축공사를 위해 북쪽에 남아있던 성루 터가 파괴되었다.

## 성곽

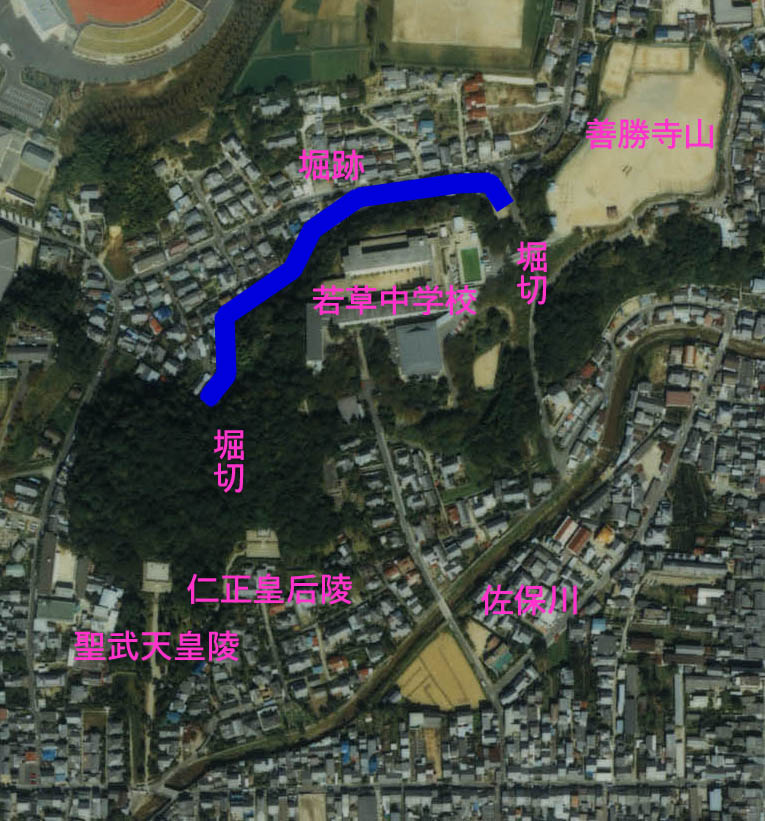
다몬 산성의 입지,1985년 촬영
〈일본국토교통성〉

다몬 산성의 주요부는 와카쿠사 중학교에 있고, 서쪽으로는 닌쇼 황태후릉과 쇼무 천황릉이 있으며 남쪽으로는 사호 강이 흐르고 있다. 동쪽으로는 빈 해자를 사이에 두고 젠쇼지 산(현 와카쿠사 중학교 운동장)이, 그 동쪽의 길은 차후 나라 가도(奈良街道)가 되는 교통의 요지에 다몬 산성이 입지해 있다. 원래 다몬 산성이 있는 산은 미켄지 산이지만, 마쓰나가 히사히데가 다몬 산으로 개칭하였다고 한다. 그래서 미켄지 산에 있는 성의 이름이 다몬 산성, 또는 다몬 성으로 불렸다. 마쓰나가 히사히데는 기독교와 관련이 있음을 지적하는 의견도 있지만, 일설에는 마쓰나가 히사히데가 다문천왕의 제를 지냈기 때문에 다몬 산이라는 명칭이 유래되었다고 한다.
《흥복사일기(興福寺旧記)》와《형록천문지기(享禄天文之記)》에 따르면 1562년 음력 8월 12일 오전 8시경 다몬 산성의 4층 망루의 상량식이 있었고, 이 행사에 나라의 주민을 초대하였다고 한다.《다몬 성과 마쓰나가 히사히데(多聞城と松永久秀)》에서는 이 일이 야마토 국 지배에 반하는 세력에 보이는 일종의 무력시위이며 지배를 상징하는 천수의 상량식은 지키는 성이 아닌 보여주는 성으로의 의미도 있어 이런한 인식에서 기존의 중세성곽을 탈피해 근세성곽으로 진일보했다고 해설하고 있다.
선교사 루이스 데 알메이다의 1565년 음력 10월 25일자 서간이 루이스 프로이스의《일본사》에 부분적으로 인용되어 기재되어있다. 이 서간은 루이스 데 알메이다가 마쓰나가 히사히데의 가신의 초대에 응해 견학한 후, 기록한 것이다.
루이스 데 알메이다의 서간
벽은 기독교국에서 본 적이 없는 흰색으로 칠해져 있다. 벽이 그와 같이 흰 것은 석회와 모래를 섞지 않고 특수한 백색 종이를 섞은 것이기 때문이다. 집과 탑은 본 것 중 가장 좋은 기와로 올렸고, 각각의 형태 또, 2 손가락 두께로 된 새카만 기와로 덮었다. 이 같은 기와는 한번 씌우면 4,5백 년은 거뜬하다. 나는 6,7백 년 된 사찰 다수를 본 적이 있다. 이 별장지에 들어서 도로를 걷노라면, 그 청량한 백색으로 된 것이 마치 오늘 완성된 것과 같고, 천국을 거닌 것 같다. 밖으로부터 성을 보노라면 기분이 심히 상쾌하고, 세계 대부분에 그와 같이 미려한 것이 어디있으랴. 성에 들러 궁전을 보고 있노라면, 사람이 만든 것처럼 생각되지 않고, 이를 부기에 적을려면 종이 2장이 있어야 한다. 궁전은 모두 삼나무로 만들어져 그 향은 안에 있는 사람을 즐겁게 하고, 또, 폭 1프라자(plaza)의 녹색은 모두 1장의 판자로 되어 있다. 벽은 모두 옛 역사를 그리고 있으며 그림이 그려있지 않는 곳은 모두 금으로 되어 있다. 기둥 상하 약 1파레모를 놋쇠로 감고 있으며 모두 금칠과 조각을 해 금같이 보인다. 기둥 중앙에는 미려한 큰 장미가 있고, 방 내부는 1장의 판자와 같이 되어 있어 접근하더라도 방 둘을 연결한 흔적을 찾을 수 없다. 또, 땅을 매우 기묘하게 사용하여 나는 이것을 어떻게 설명해야 할지 모르겠다. 이들 궁전의 내부는 다른 곳과 비교해서 더더욱 정교한 방을 가지고 있다. 안쪽 통로 및 폭 4프라자(plaza) 반은 황금색 목재를 사용하였고, 모두 미려한 파문양으로 장식되어 있다. 이 목재는 흡사 가공이 잘된 맑은 거울과 같다고는 하나 이는 목재의 광택이 아니라 일종의 옻칠로 보인다. 정원 및 궁전의 수목은 모두 미려한 것으로 밖에서는 볼 수 없는 것이다. 나는 교토에서 이와 같이 미려한 것을 많이 보아왔지만, 대부분 이들에 비할 바가 아니다. 세계 중 이 성과 같이 선하고 또한 아름다운 것이 어디 있으랴. 이런 까닭에 일본 전국에서 이를 보러 오는 자가 많구나.

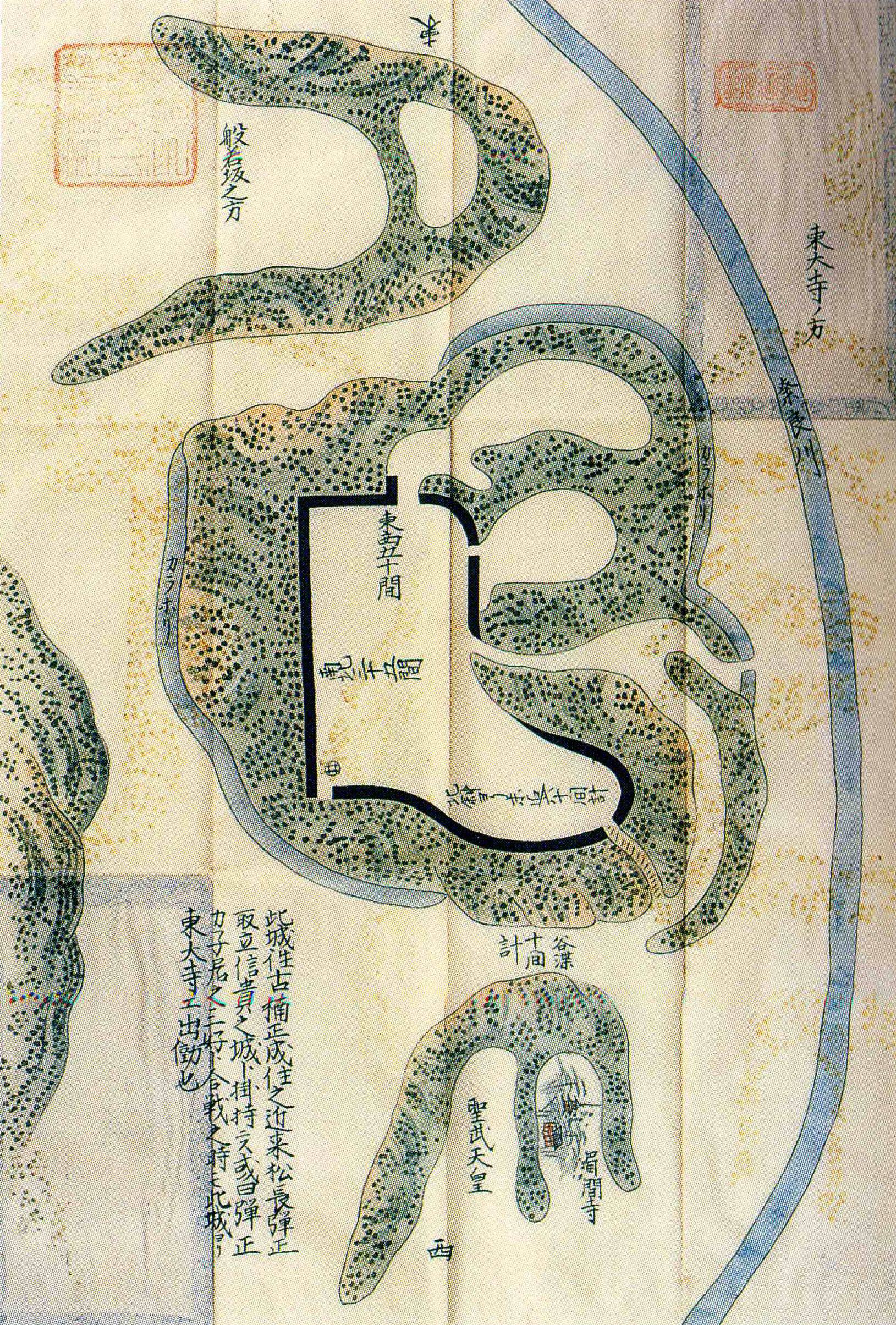
야마토 국 다몬 성 제국고성지도
아사노 문고 소장

이 서간에 있어〈탑〉이란 천수 혹은 망루를 뜻하고,〈궁전〉이라는 것은 혼마루에 있었던 어전을 가리키지 않나 추측해 본다. 또,"일본에 있어서 가장 미려한 것 중 하나","세계 안에 이 성과 같이 선하고 또한 아름다운 것이 어디 있으랴"라는 문장이 눈에 띈다. 궁전 내부는 일본과 중국의 역사물을 제재로 한 장벽화이고, 기둥은 조각과 금제품으로 장식되어 있으며, 큰 장미로 꽃꽂이 되어 내부를 꾸미고 있거나, 천정은 겹천정으로 장식되어 있고, 정원은 정갈히 해두는 등, 전쟁을 대비하여 지어진 성에서는 볼 수 없는 어전이 있었다고 사료된다. 마쓰나가 히사히데는 몇 번인가 성을 축조하거나 개수하였지만,〈근세식 성곽 건축의 시조〉라고 불리면 전해져 오는 것은 주로 다몬 산성을 두고 하는 말임을 이 서간을 토대로 알 수 있다.
이 루이스 데 알메이다의 서간은 과장됨과 외국인의 시각으로 본 찬사, 무엇을 잘못 보아 착각한 것이라고 생각할 수 있지만,《겸우향기(兼右卿記)》에도 "화려함에 눈을 빼앗겼다"라는 기술이 있고, 사쓰마 국 시마즈 이에히사의 일기《가구군상경일기(家久君上京日記)》에도 "다몬 성안에서 야마토가 한눈에 보인다" 등, 다른 견문과 평가 등으로 추측해볼 때, 당대 기재된 자료로서 신빙성이 높다. 또, 이 서간의 말미에 "일본 전국에서 이를 보러 오는 자가 많구나"라는 문장이 있어, 기밀사항인 성의 배치를 타인이 볼 우려가 있음에도 성을 보여주었다는 것은 보여주는 성으로서, 즉 권위의 상징으로서 일반에 적극적으로 공개한 것 같다. 후에 축성되는 아즈치성도 인접 주민에게 공개된 점을 볼 때, 다몬 산성은 근세성곽으로의 진일보한 일면을 갖추어 있다고 말할 수 있겠다.
왜 마쓰나가 히사히데가 이와 같은 장려한 성의 축성이 가능했는 가에 대해서는 마쓰나가 히사히데 자신이 축성에 관해 지대한 관심이 있지 않나라고 생각할 수 있지만,《일본의 성(日本の城)》에 따르면, 이외에도 나라의 대사원건축 노하우가 이 같은 성을 축성하게 한 요소라고 해설하고 있다.
또, 마쓰나가 히사히데는 다도인이라는 명성대로 야마토국과 사카이, 교토의 호상과 저명인을 두루 초대하였고, 다몬 산성에는 몇 번의 다도회가 열린 일이《다회기(茶会記)》에 기재되어 있다. 이 다회기에 따르면, 다몬 산성은 6첩(283.5cm×382cm)과 4첩반(283.5cm×283.5cm)의 두개의 다실(茶室) 혹은 다정(茶亭)이 있었다고 한다. 후에 오다 노부나가에 헌상되는 다호(茶壺)인 쓰쿠모 나스(九十九髪茄子)와 시기 산성이 함락될 때 행방불명이 된 찻솥(茶釜) 히라구모(平蜘蛛窯)의 이름도 찾을 수 있다.
다몬 산성에는 성하 마을이 조성된 것으로 보인다. 다몬 산부터 사호 강까지 무가저택이 조성되었고, 사호 강부터 그 남쪽으로 성하 마을이 널게 자리잡고 있었다고 생각된다. 현재 택지개발에 의해 어디라 단언할 수 없지만,《일본성곽대계(日本城郭大系)》에서는 이치조 대로(一条通)부터 호렌 대로(法連通)까지였을 것으로 보고 있다. 이로 유추하건데 다몬 산성은 외성을 갖춘 평산성이었을 것으로 사료된다.
또,《당대기(当代記)》에 따르면,
이해, 다몬 산성의 저택을 망가뜨려, 노부나가에 의해 교토 니조성 축조에 쓰였다.

로 적혀있어 폐성 후, 많은 자재가 니조성 축조에 사용된 것 같다. 또,《센고쿠의 성(戦国の城)》에 따르면, 이 기술을 토대로"아마 4층 망루도 니조성으로 이축되지 않았나"라고 해설하고 있다.

### 현재의 성곽 터
현재 다몬 산성 터에는 장려한 성이 있었다고는 생각할 수 있는 그 어느 것도 남아있지 않고, 혼마루 부분에는 와카쿠사 중학교가 들어서 있다. 혼마루의 길이는 140m, 최대폭 110m이고, 발굴조사 결과 다몬 산은 평단하여 대규모 삭평공사가 없었다는 것이 밝혀졌다. 또, 주변으로부터 석재를 채굴한 곳도 찾았으며 혼마루 사면을 석벽으로 쌓아 고정시킨 것으로 추측된다. 후에 이들 석벽은 쓰쓰이 성의 부재로 사용된 것으로 보인다. 또, 교사와 와카쿠사 중학교 운동장 사이에는 해자의 일종인 큰 호리키리(堀切)가 나 있어 다몬 산과 젠쇼지 산을 가르고 있다.
와카쿠사 중학교 서쪽에는 학교 건물이 들어서지 않았기 때문에 비교적 눈으로 알 수 있는 구루와 면이 남아있다. 이 북서쪽에서 서쪽에 걸쳐 높이 1.5m의 성루가 있으며, 모퉁이는 높이 3m, 폭은 2m 인 단상의 형태를 띠로 있다. 아마 여기에 천수 혹은 망루가 지어졌을 것으로 추측된다.
닌쇼 황태후릉은 다몬 산의 남쪽에 돌출되어 있고, 현재 쇼무 천황릉과 함께 능묘로의 출입이 금지되어 있다.《일본성곽대계(日本城郭大系)》에서는〈조정지형도〉를 통해 닌쇼 황태후릉 남서쪽 구석에 성루 또는 망루대가 있었을 것으로 추정하고 있다. 또, 그 서쪽에 호리키리를 조성하여 혼마루와 분단시켰다. 더욱이 서쪽에는 쇼무 천황릉이 있어 다랑논 형태인 단상의 오비쿠루와가 있을 것으로 추측되고, 별성인 데쿠루와의 역할도 했을 것으로 추측된다. 양쪽 능묘는 다몬 산성의 일부에 속했다고 사료된다.

### 발굴조사
다몬 산성은 2회에 걸쳐 실시되었으며, 이는 와카쿠사 중학교 건설공사 겸 보수공사에 따른 것이다.
| 발굴조사       | 발굴조사기간              | 보고서                                        |
| -------------- | ------------------------- | --------------------------------------------- |
| 제1차 발굴조사 | 1947년 11월 ~ 1950년 10월 | 나라 현 사적 명승 천연기념물 조사 초보 제10집 |
| 제2차 발굴조사 | 1978년 7월 ~ 8월          | 다몬 산성터 발굴조사 개요보고                 |

## 같이 보기
- 미요시 정권
- 오다 정권
- 노부나가 포위망